# Sankt Pantaleons kyrka, Obrovac
Sankt Pantaleons kyrka (serbisk kyrilliska: Црква Светог Пантелејмона; latinska: Crkva Svetog Pantelejmona) är en serbisk-ortodox kyrkobyggnad belägen i byn Obrovac, i distriktet Södra Bačka i provinsen Vojvodina, i norra Serbien.
Kyrkan är helgad åt Sankt Pantaleon och tillhör Bačkas stift.

## Bilder

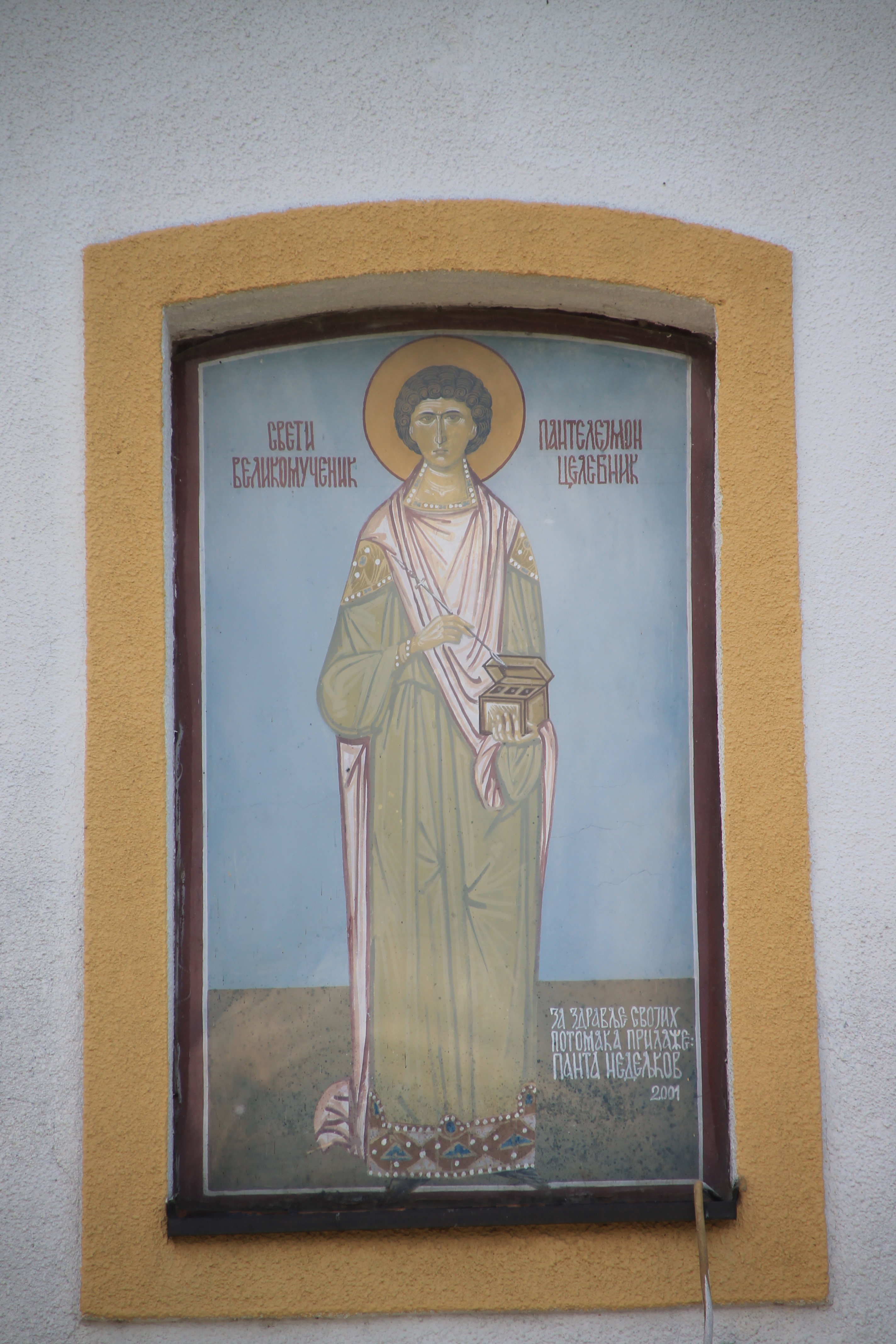
Sankt Pantaleon avbildad ovanför kyrkans entré.